# Eszperantó szókincs
Az eszperantó szókincset eredetileg az L. L. Zamenhof által 1887-ben kiadott Unua Libro határozta meg. Körülbelül 900 szógyököt tartalmazott. A nyelvi szabályok lehetővé teszik a beszélőknek, hogy szükség szerint kölcsönözzenek szavakat, kölcsönözzenek egy alapszót, és abból származtassanak másokat. 1894-ben Zamenhof kiadta az első eszperantó szótárt, nevezetesen az Universala vortaro-t, amely öt nyelven íródott, és nagyobb mennyiségű szógyököt tartalmazott.

## Eredet
Az eszperantó középutat foglal el a "természetes" felépített nyelvek, mint például az Interlingva nyelv, amely tömegesen vesz át szavakat forrásnyelveiből, kevés belső származékkal, és a korábbi interfészek, például a Solresol nyelv között, ahol a szavaknak nincs történelmi kapcsolatuk más nyelvekkel. Az eszperantó nyelvben a szógyökök kölcsönzöttek, és megőrzik a forrásnyelvük formájának nagy részét, vagy a fonetikus formát (az ex-től) vagy az ortográfiai formát (pl. teamo - /angol/ team). Azonban minden gyök számos származékot képezhet, amelyek kissé hasonlíthatnak a forrásnyelvek egyenértékű szavaira, például a kormányzatra - registaro, amely a latin reg (uralni) gyökből származik.

### Az eszperantó szókincs forrásnyelvei
- Nemzeti nyelvekből átvett szógyökök

### Szóképzés
- Szóképzés képzőkkel

## Fordítás
- Ez a szócikk részben vagy egészben  az   Esperanta vortoprovizo című eszperantó Wikipédia-szócikk ezen változatának fordításán alapul.  Az eredeti cikk szerkesztőit annak laptörténete sorolja fel. Ez a jelzés csupán a megfogalmazás eredetét és a szerzői jogokat jelzi, nem szolgál a cikkben szereplő információk forrásmegjelöléseként.